# Louis-Guillaume Verrier
Louis-Guillaume Verrier, né le 19 octobre 1690 à Paris et mort le 13 septembre 1758 à Québec, est un avocat au parlement de Paris et le procureur général du Conseil souverain de la Nouvelle-France.

## Biographie
Fils de Guillaume Verrier, procureur du Roi, et de Marie-Madeleine Thibault, il naît à Paris. Louis-Guillaume Verrier a étudié le droit puis a été admis au barreau de Paris en août 1712. Après le décès de Mathieu-Benoît Collet à Québec, Verrier cherche à devenir son remplaçant et il est nommé pour le procureur général en avril 1728. Il arrive en Nouvelle-France en septembre de cette année. En 1730, le ministre de la marine Maurepas lui confie la tâche d'examiner les procès verbaux des notaires du prévôt de la cour de Québec et aussi de réaliser une liste de toutes les erreurs dans les actes notariés avec les mesures correctives recommandées. En 1732, il est invité à établir un registre de l'ensemble de la propriété foncière en Nouvelle-France, une tâche qui lui prendra huit ans.
Il a enseigné le droit. Parmi ses élèves figurent Jean-Victor Varin de la Marre, François Foucault, Jacques de Lafontaine de Belcour, Guillaume Guillimin, René-Ovide Hertel de Rouville, Jean-François Gaultier et Jacques Imbert.
Verrier est mort intestat à Québec à l'âge de 67 ans, et sa succession n'a pas été réglée avant le mois de janvier 1776.